# 南座 (臺南市)
南座由高松豐次郎於1908年建立於臺南市西門町二丁目（現西門圓環），是臺南的第二間戲院。戲院以映畫播放與日本戲劇演出為主，偶爾會有中國戲曲演出，在日治時期是協助殖民與宣佈政策的媒介，在臺灣民主運動時也作為臺灣仕紳的重要聚會場所。

## 沿革
南座建於臺南市西門町二丁目，為高松豐次郎於全台建立的八座戲院之一，1910年底曾短暫轉手臺灣仕紳張文選等人，1912年又由片岡文次郎接手直至結束營業。
南座於1908年10月初開業演出（南座於1908年10月3日舉行開場儀式），1928年報紙屢有報導內容提起「舊南座」、「元南座」，且1929 年發行的<大日本職業別明細圖第170號—臺南市>中演藝場所也未列寫南座，推測於1928年結束營業。南座停業後仍作為聚會活動場所使用，1930年6月報導中寫道「市內西門町元南座跡之大圓環」，意指建築物可能已不存在，推測南座可能因台南市區改正計畫而被拆除。

南座的節目類型包括日本新劇、歌舞妓、活動寫真、偶爾租借作為中國戲班演出場地，高松豐次郎因日本政府的委託，南座也放映教育性質的映畫，宣揚現代化價值觀，但高松豐次郎也針對臺灣觀眾規劃「臺灣正劇」的節目，是其他日人經營戲院中從未出現過的。1920年代後全台映畫放映持續成長，雖然在映畫放映有增加但南座仍維持多種節目類型的經營。

在1920年代台灣政治運動高峰時南座也曾作為臺灣民眾黨第二回全島黨員大會的場所，舉辦「政談演講會」。同時期，台灣文化協會也結合戲劇與意識型態，演出的劇情以宣傳思想和諷刺社會制度為主，此種戲劇類型稱為文化劇。而在文化劇風潮下創立的臺南文化劇團也曾經在南座多次演出。

## 建築
外觀設計
南座建立於1908年， 為二層樓高的日式木造戲院，屋頂部分設部做太子樓，兼具通風散熱與採光作用。曾被報導指出南座是「建築法注重衛生，為全島所未見。」
內部設計
南座內部的設計上，雖無文字資料指出舞台樣式，但從1928年民眾黨在南座召開第二次全台黨員大會的照片來看，照片最左側可以見到內部有從舞台延伸至觀眾席的花道，舞台上最左邊的桌席下方的舞台表面有圓弧形的痕跡，應該為日式傳統歌舞妓表演的旋轉舞台，照片中臺下觀眾席已為木椅，但在早期應為日式的榻榻米設計，內部空間的大小在《漢文日日新報》中曾有｢南座狹隘，定員七八百名而已｣的描述，推測約可容納800人左右。 

## 經營者
高松豐次郎於1908年建立南座，除了商業目的外也作為協助官方殖民政策以及現代化的宣導之用。
後因經營問題，1910年釋出股份九成給臺灣人，轉為與臺灣人合資經營，當時主要持股的台灣人包含林霽川、張文選、許昭煌、蔣襟三、林修五、重碧如，其中最大持股人為張文選、持股55%。
約一年後，張文宣等部分臺灣持股人將南座股權轉售給日人片岡文次郎。
在1923-1924年間，片岡文次郎曾將南座租借給今福商會經營，租約到期後，由片岡文次郎自行經營至1928年停止營業。

## 節目類型
1908-1920年：
南座的映畫或演出大多帶有官方色彩，如紀錄片、隘勇線前進隊勞軍義演、義捐，並多次協辦愛國婦人會募款演出。而南座除了映畫外也搭配日本劇團來台演出，高松豐次郎籌辦的臺灣同仁社，在巡迴台灣演出臺灣正劇時也曾在南座演出。
此一時期在南座演出的映畫雖然不乏娛樂性質，但多仍具有教化目的與協助殖民，只有在演出空檔才會租借給中國戲曲的演出。
1921-1928年：
受大環境影響，南座在映畫的放映持續增加，但在片岡文次郎經營期間，南座仍維持多種節目類型的經營。另外在1920年代後期也曾有臺南文化劇團在此演出文化劇，韓石泉、黃金火、王受祿等人皆曾在南座演出。由此可見， 在宮古座出現前，南座仍是日人或者臺灣人重要的表演與聚會場所。